# Iraks armé

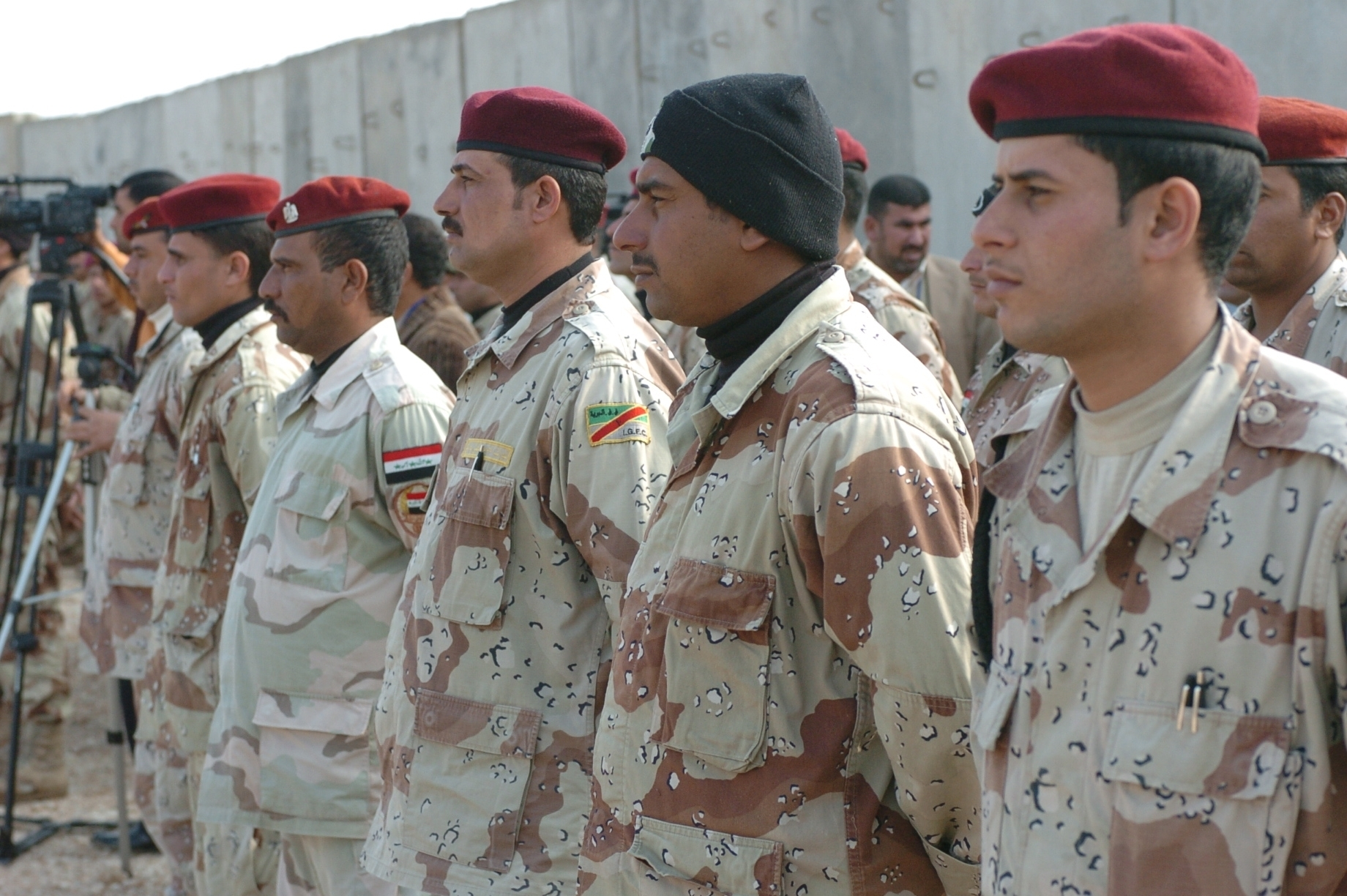
Nyutbildade officerare, februari 2008.

Iraks armé (arabiska: القوة البرية العراقية) är den försvarsgren i Iraks väpnade styrkor som förfogar över landets markstyrkor.

## Historia
Armén grundades ursprungligen 1922 av britterna under deras mandat över landet efter första världskriget.

### Omorganisering efter invasionen 2003
Efter invasionen av Irak 2003 ockuperades Irak militärt av den USA-ledda multinationella styrkan i Irak. Armén liksom alla övriga säkerhetsinstitutioner i landet upplöstes den 23 maj 2003 på order av chefen för Provisoriska koalitionsmyndigheten, Paul Bremer, och samtliga soldater och officerare avskedades. Bushadministrationen hade planerat för en kraftigt bantad ny armé som skulle försvara landets gränser och anlitade det privata militärföretaget Vinnell Corporation för detta. När det blev klart att ett fullskaligt inbördeskrig höll på att blossa upp inuti landet övertog den amerikanska militären ansvaret för den nya irakiska armén. En gren av den multinationella styrkan, Multi-National Security Transition Command – Iraq (MNSTC-I) under general David Petraeus, fick 2004 i uppdrag att utbilda, rekrytera och skapa en ny armé i landet för att hjälpa till att bekämpa upprorsrörelserna. 2010 äverfördes ansvaret till United States Forces – Iraq (USF-I) under ledning av general Lloyd Austin. Genom att FN-mandatet för den utländska närvaron i landet löpte ut 2008 övertog 260 000 irakiska soldater från och med januari 2009 ansvaret för säkerhetsoperationerna i landet.

### Idag
Iraks armé har sedan 2011 helt har tagit över alla landbaserade militära operationer i landet från den multinationella styrkan och de amerikanska trupperna. På grund av fortsatta våldsdåd av upprorsrörelser i landet fungerar armén också som antiterrorstyrka tills oroligheterna minskar till en nivå som polisen kan hantera. Efter detta kommer armén att undergå en moderniseringsplan som bland annat innebär inköp av mer tungt materiel.

## Materiel
I mars 2009 tillkännagav USA:s försvarsdepartement att man kommer utrusta irakiska armén med 140 stycken Abrams stridsvagnar av modell M1A1SA. Vagnarna kommer att levereras i fyra omgångar om 35 stridsvagnar per omgång och beräknades vara i operativ drift 2010.